# Tempest DuJour
Tempest DuJour, nombre artístico de Patrick Holt, es un drag queen estadounidense más conocido por competir en la séptima temporada de RuPaul's Drag Race. Holt también es profesor asociado en la Universidad de Arizona.

## Carrera
Tempest DuJour ha actuado en Tucson, y ha sido anfitrión de Retro Game Show Night en el Club Congress, desde 2013.
Tempest DuJour participó en la séptima temporada (2015) de RuPaul's Drag Race. Fue el concursante más viejo (46 años en ese momento) y el primer eliminado en el programa. Actualmente sigue siendo el segundo concursante más viejo en el programa, a partir de 2021. Ha aparecido en episodios de la temporada 10 y de la temporada 14.
Tempest DuJour apareció en la película Cherry Pop, dirigida por Assaad Yacoub.
Fue nombrado Best Drag Queen por Tucson Weekly más de cinco veces consecutivas, incluyendo en 2019, 2020, y 2021.
Fuera de drag, Holt es educador. Desde 2014 es profesor asociado en la Escuela de Teatro, Cine y Televisión en la Universidad de Arizona.

## Vida personal
Holt y su esposo David tienen dos hijos.

## Filmografía

### Cine
- Cherry Pop

### Televisión
- RuPaul's Drag Race (temporada 7)